# جيوفاني لويز ناإيتكي
جيوفاني لويز ناإيتكي (28 فبراير 1989 في البرازيل – )؛ هو لاعب كرة قدم كان يلعب كحارس مرمى.

## وصلات خارجية
- جيوفاني لويز ناإيتكي على موقع Soccerway.com (الإنجليزية)